# BritNed-kabel

De kabel loopt van de Maasvlakte naar Isle of Grain

De BritNed-kabel is een gelijkstroom-hoogspanningskabel over de bodem van de Noordzee tussen Nederland en Groot-Brittannië. Het project is door NLink, een dochteronderneming van TenneT, en National Grid ontwikkeld. TenneT en National Grid zijn ieder voor 50% eigenaar van de kabel. Beide bedrijven kondigden in mei 2007 aan dat de kabel rond eind 2010 in gebruik kon worden genomen, maar dat werd 1 april 2011.

## Exploitatie
De verbinding transporteert in beide richtingen stroom, aangestuurd door verschillen in prijs en elektriciteitsverbruik tussen beide landen. Een en ander moet de internationale marktwerking bevorderen, wat aansluit bij het streven van de Europese Commissie naar meer verbindingen. De verbinding is dan ook aangewezen als een project met prioriteit voor de Europese energiesector. De financiering en exploitatie vinden op commerciële basis plaats en worden gescheiden van de gereguleerde activiteiten van TenneT en National Grid. De kosten en inkomsten worden verdeeld op basis van het aandelenbelang (50%/50%). In 2021 behaalde BritNed een omzet van € 163 miljoen en een nettowinst van € 70 miljoen. In 2022 verdubbelde de omzet naar € 304 miljoen en de winst steeg naar € 202 miljoen. Van de winst kwam de helft toe aan TenneT en in dat jaar ontving TenneT € 88 miljoen aan dividend.
BritNed verhandelt elektriciteit en biedt transportcapaciteit aan. Klanten krijgen vrije toegang tot de kabel via veilingen. De capaciteit wordt, sinds Brexit, enkel nog verhandeld door expliciete veilingen. Bij expliciete veiling kunnen klanten capaciteit kopen in gedefinieerde capaciteiten, stroomrichting en tijdsduur. Dat model wordt momenteel gebruikt voor de huidige verbindingen tussen Frankrijk en Engeland, Nederland en België, en Nederland en Duitsland.
Met de bouw van de converteerstations werd in 2008 gestart. Het leggen van de kabel is begonnen in de zomer van 2009 en de kabel was per 1 april 2011 beschikbaar voor transporten.
BritNed is de tweede overzeese hoogspanningskabel die Groot-Brittannië met het Europese continent verbindt. De eerste verbinding was met Frankrijk in 1961, opgewaardeerd in 1986. Het is ook voor Nederland de tweede overzeese hoogspanningskabel, na de NorNed-kabel uit 2008.

## Techniek
Zoals gebruikelijk bij overzeese hoogspanningsverbindingen wordt de verbinding tot stand gebracht door middel van hoogspanningsgelijkstroom, met een paar gebundelde hoogspanningskabels die ten minste een meter in de bodem van de Noordzee worden ingegraven. Aan het stroomopwekkende einde van de kabel zet een gelijkrichter de draaistroom om naar gelijkstroom. Aan het stroomverbruikende einde van de kabel zet een inverter de gelijkstroom opnieuw om naar draaistroom. Zo gebeurt de aansluiting op de hoogspanningsnetten.

## Gegevens
- capaciteit: 1000 MW
- spanning: 450 kV
- lengte: 259 km, waarvan 9 km over land
- investering: ongeveer € 600 miljoen
- gewicht: 44 kg/m
- landingsplaats in Nederland: Maasvlakte bij Rotterdam
- landingsplaats in Engeland: Isle of Grain in het graafschap Kent, in de monding van de Theems

### Transport
De kabel is sinds 2011 in gebruik en het is de enige stroomkabel tussen beide landen. De cijfers van het Centraal Bureau voor de Statistiek met betrekking tot de im- en exporthoeveelheid stroom tussen Nederland en het Verenigd Koninkrijk (VK) kan alleen via deze kabel zijn getransporteerd. Nederland exporteert structureel meer elektriciteit. 
| Jaar | Invoer uit VK | Uitvoer naar VK | Saldo |
| ---- | ------------- | --------------- | ----- |
| 2011 | 671           | 2242            | −1571 |
| 2012 | 263           | 6191            | −5928 |
| 2013 | 142           | 6656            | −6514 |
| 2014 | 11            | 8090            | −8079 |
| 2015 | 8             | 8233            | −8225 |
| 2016 | 140           | 7761            | −7621 |
| 2017 | 191           | 7224            | −7033 |
| 2018 | 188           | 6932            | −6744 |
| 2019 | 385           | 6148            | −5763 |
| 2020 | 541           | 4787            | −4246 |
| 2021 | 76            | 4432            | −4356 |
| 2022 | 2123          | 3689            | −1566 |
| 2023 | 1560          | 4355            | −2795 |

## Overzicht overzeese kabels in de Noordzee
| verbinding     | land      | land       | capaciteit MW | spanning kV | jaar in gebruik |
| -------------- | --------- | ---------- | ------------- | ----------- | --------------- |
| NorNed-kabel   | Nederland | Noorwegen  | 700           | 450         | 2008            |
| BritNed-kabel  | Nederland | Engeland   | 1000          | 450         | 2011            |
| Nemo Link      | België    | Engeland   | 1000          | 400         | 2019            |
| COBRA-kabel    | Nederland | Denemarken | 700           | 320         | 2019            |
| NordLink       | Duitsland | Noorwegen  | 1400          | 500         | 2020            |
| NorGer-kabel   | Duitsland | Noorwegen  | 1400          | 450 - 500   | 2021            |
| North Sea Link | Noorwegen | Engeland   | 1400          | 525         | 2022            |